# Espilomelins
Els espilomelins (Spilomelinae) són una gran subfamília de lepidòpters ditrisis de la família dels cràmbids (Crambidae). Van ser anteriorment inclosa dins de Pyraustinae com a tribu Spilomelini. Els taxonomistes difereixen pel que fa a la correcta col·locació dins de Crambidae, i alguns la tracten com una subfamília (Crambinae) de la família Pyralidae. Si es fa això, els espilomelins es tracten generalment com una subfamília separada dins dels pirálids. Es creu que la subfamília dels espilomelins és polifilética; molts gèneres es col·loquen només aquí temporalment.
Amb prop de 3.800 espècies descrites en el món, aquest és el grup amb més espècies entre els piraloïdeus.

## Gèneres antics
- Cyclocena Möschler, 1890
- Epactoctena Meyrick, 1937
- Protonoceras Warren, 1890 (= Metoportha Meyrick, 1894)

## Galeria d'imatges

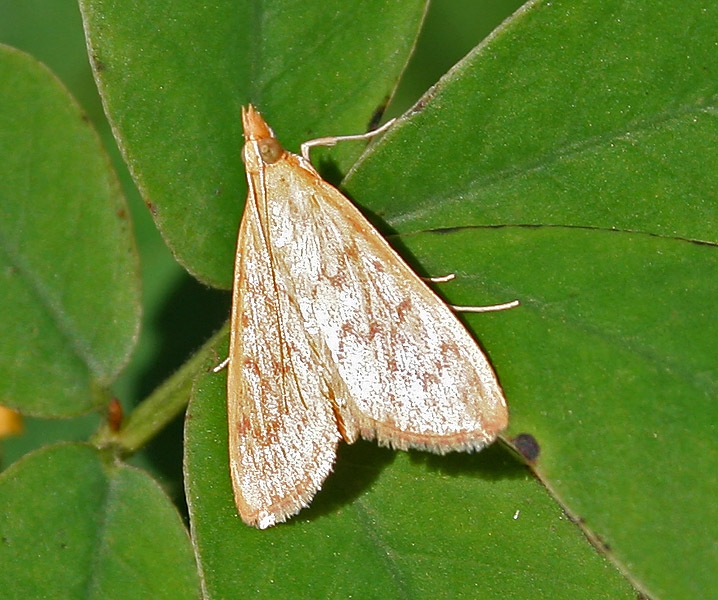
Espècie no identificada de Spilomelinae
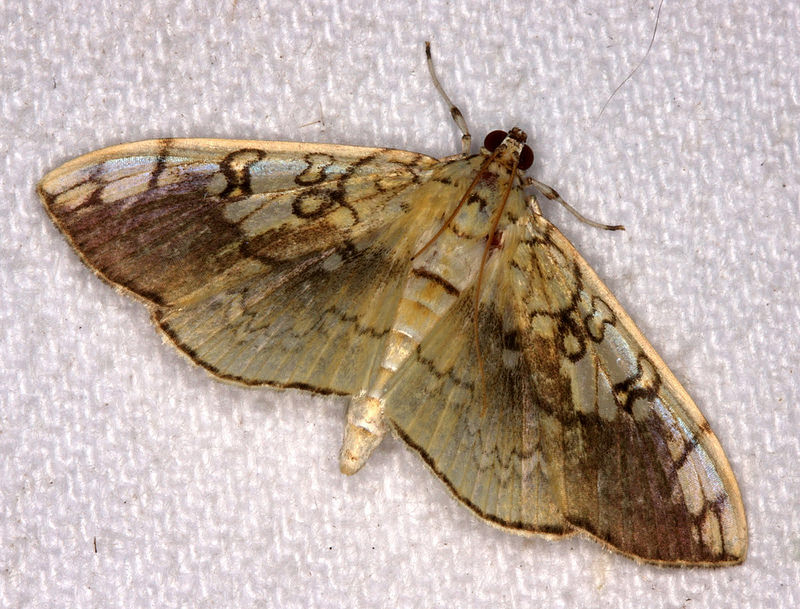
Pantographa limata, de l'estat de Missouri (Estats Units d'Amèrica)